# Proclitus ligatus
Proclitus ligatus là một loài tò vò trong họ Ichneumonidae.